# UFC 220
UFC 220: Miocic vs. Ngannou foi um evento de artes marciais mistas (MMA) produzido pelo Ultimate Fighting Championship, realizado no dia 20 de janeiro de 2018, no TD Garden, em Boston, Massachusetts.

## Background
Uma luta pelo Cinturão Peso Pesado do UFC entre o atual campeão, Stipe Miocic, e Francis Ngannou, servirá como a principal do evento.
O evento também terá uma luta pelo Cinturão Peso Meio-Pesado do UFC, entre o atual campeão Daniel Cormier, e o desafiante Volkan Oezdemir.
Uma luta no peso-meio-médio entre o vencedor do The Ultimate Fighter: American Top Team vs. Blackzilians, também nos meio-médios, Kamaru Usman, e Emil Weber Meek, foi originalmente agendada para o UFC 219. No entanto, devido a um suposto problema no visto de Meek, que afetou seu horário de viagem, o embate foi adiado, e depois reprogramado para este evento. Porém, um dia após o anúncio, foi transferido para o UFC Fight Night: Stephens vs. Choi, que aconteceu uma semana antes deste evento.
Uma luta no peso-meio-médio entre Abdul Razak Alhassan e Sabah Homasi foi originalmente agendada para o UFC 219, mas depois foi transferida para este evento. O combate aconteceu anteriormente no UFC 218, quando Alhassan ganhou através de um polêmico nocaute técnico.
Charles Rosa enfrentaria neste evento o recém-chegado na promoção, Dan Ige. Mas, em 22 de dezembro, Rosa retirou-se por causa de uma lesão no pescoço. Espera-se que Ige permaneça no card e enfrente o novato Julio Arce.
Arnold Allen enfrentaria neste evento o vencedor do The Ultimate Fighter: América Latina 2, no peso-leve, Enrique Barzola. No entanto, Allen foi retirado da luta em 11 de janeiro, devido a supostos problemas no visto, que restringiram sua capacidade de viajar. Ele foi substituído pelo recém-chegado na organização, Matt Bessette.
Jamie Moyle enfrentaria Maryna Moroz neste evento. No entanto, Moyle saiu do confronto durante a semana que antecedeu o evento, citando uma lesão não revelada. Por sua vez, funcionários da promoção anunciaram que Moroz seria reprogramada para atuar num evento futuro.

## Card Oficial
Nota 1 Pelo Cinturão Peso Pesado do UFC. 

Nota 2 Pelo Cinturão Peso Meio-Pesado do UFC.

## Bônus da Noite
Os lutadores receberam $50.000 de bônus
- Luta da Noite:  Calvin Kattar vs.  Shane Burgos
- Performance da Noite:  Daniel Cormier e  Abdul Razak Alhassan